# 안톤 마르틴역
안톤 마르틴 역(스페인어: Antón Martín)은 마드리드 지하철 1호선의 역이다. 마드리드 센트로 구에 위치해 있다. 요금구역상으로는 A구역에 속한다. 역명은 근처의 산 후안 데 디오스 병원을 설립한 스페인의 의사 안톤 마르틴에서 따왔다. 역 주변에는 스페인 영화자료원 소속 도레 시네마, 모누멘탈 극장, 산 세바스티안 교회 등이 자리해 있다.

## 역사
1921년 12월 26일 1호선 연장구간 개통과 함께 문을 열었다. 이후 1960년대에 한차례 공사를 통해 대합실과 출구 두 곳을 새로 냈다. 1980년대 말에는 내장재 공사를 진행하였으며 2006년에 다시 한번 내장재와 천장공사를 진행해 푸른색 비트렉스 마감이 되어 있다.
2016년 7월 3일부터는 1호선의 도심구간에 해당되는 플라사 데 카스티야-시에라 데 과달루페 구간이 시설정비 공사로 운행을 일시 중단되면서 이곳도 영업을 중단하였다. 공사 작업 완료일은 2016년 11월 경이 될 것으로 예측되었으며, 11월 13일에 모든 작업이 끝나 마지막으로 남아있던 콰트로 카미노스-아토차 렌페 구간이 재개통하면서 이 역도 다시 문을 열었다.

## 환승 정보
역 주변에는 시내버스 정류장이 세 곳 있다. 야간노선은 다니지 않는다.
| 마드리드 지하철                     | 마드리드 지하철       | 마드리드 지하철   |
| ----------------------------------- | --------------------- | ----------------- |
| 티르소 데 몰리나 피나르 데 차마르틴 | 마드리드 지하철 1호선 | 아토차 발데카로스 |